# Dansplaat
Dansplaat is een nummer van de Nederlandse rapper Brainpower uit 2002. Het is de eerste single van zijn tweede studioalbum Verschil moet er zijn.
Een tijd lang werd gedacht dat de vrouwenstem in het nummer (die roept: "Oh, op deze plaatje kan ik de hele nacht wel dansen!") de op dat moment pas getrouwde prinses Máxima voor moest stellen. In werkelijkheid ging het in die opname om de toenmalige vriendin van producer Maniak, een Vlaamse die oorspronkelijk Afrikaans was en de Nederlandse taal op dat moment nog niet helemaal meester was. In "Dansplaat" zitten verwijzingen naar onder andere John Lennons echtgenote Yoko Ono, wassenbeeldenmuseum Madame Tussauds, sportmerk Adidas, hiphopformaties Rob Base and DJ E-Z Rock en Run-D.M.C., videospelseries Tekken 3 en Dragonball Z, biermerk Corona en oud premier Wim Kok. Het nummer werd een grote hit in Nederland en Vlaanderen, in zowel de Nederlandse Top 40 als de Vlaamse Ultratop 50 bereikte het de nummer 1-positie.